# Marina Vell
Marina Vell és una possessió del terme municipal d'Algaida, a Mallorca. Durant el segle xix tengué una sèrie de parcel·lacions que donaren lloc a altres petites possessions prop de la carretera de Palma a Manacor (Ma-15). Així sorgiren Can Marineta, Can Rafel de Marina, Can Gabriel de Marina, ses Reganes de Marina, etc. Per tant, les seves propietats arribaven fins a l'actual carretera de Manacor, per tramuntana. A ponent confrontaria, i confronta, amb el terme de Palma per la urbanització de Son Gual; a migjorn fa partió amb les terres de sa Comuna, sa Cova i Son Amagat, i per llevant és veïnat de Son Verdera, Son Xigala i Can Ferrà. L'extensió actual de la possessió és de 180 quarterades. Aproximadament unes 100 quarterades són de conradís, i poc menys de la meitat és garriga baixa o marina, d'on prové el nom.

## Construccions
Les cases actuals, encara que es diguin Marina Vell, no tenen res d'antigues, ja que les primitives foren pràcticament arrasades i edificades de bell nou devers l'any 1900. Cal destacar la clastra posterior de les cases, a la qual també donen les mal anomenades cases velles, amb el seu rellotge de sol, habitades antigament pels estadants o amos, ja que són de data posterior a les cases dels senyors i emprades avui com a magatzem. A les cases principals destaca sobretot la torre, per l'altària considerable que assoleix i que la fa visible des de tota la contrada. A l'interior hi ha una peça que crida molt l'atenció i és l'antiga capella, avui convertida en cambra-dormitori a la planta baixa, amb esvelts arcs mescla de gòtic flamíger i de ferradura. Antigament, tenia un portal exterior que donava als jardins del frontis principal, encarats a migjorn. El marès per edificar les actuals cases fou extret d'una pedrera que hi ha prop, just al lloc que actualment ocupa l'hortet.